# Brenzcatechinphthalein
Brenzcatechinphthalein ist ein Farbstoff aus der Klasse der Phthaleine. Die Verbindung wurde erstmals 1889 von Adolf von Baeyer und Ernst Kochendoerfer aus Phthalsäureanhydrid und Brenzcatechin synthetisiert.

## Eigenschaften
Eine Lösung von Brenzcatechinphthalein ist im pH-Bereich 6–6,5 schwach gelb, im pH-Bereich 8–10 violett und im pH-Bereich 11–13 blau:

## Verwendung
Ammoniakalisch gelöstes Brenzcatechinphthalein kann in der Chelatometrie als Indikator zur photometrischen Bestimmung verschiedener Metallionen (z. B. Aluminium, Bor, Calcium, Magnesium, Kupfer, Cobalt, Nickel) verwendet werden. Die violette Lösung im pH-Bereich 8–10,5 (Absorptionsmaximum bei 595 nm) ändert in Gegenwart von Metallionen die Farbe zu Blaugrün.